# Иванково (Новгородская область)
Иванково — деревня в Парфинском районе Новгородской области. Входит в состав Федорковское сельское поселение.
Расположена на реке Редья, на автодороге между Старой Руссой и Парфино.
Южнее Иванково проходит участок Октябрьской железной дороги линии Бологое-Московское — Старая Русса — Дно-1. Ближайшие населённые пункты: деревни Крюково, Киево, Анишино.
| 2010 |
| ---- |
| 21   |

## История
В середине XIX века деревня Иванково принадлежала помещику Николаю Иассоновичу Чекину. В 1867 году, после освобождения крестьян, при выкупе земли им досталось 168 десятин и 692 сажени. Как указано в выкупном деле Новгородского губернского по крестьянским делам присутствия, «излишняя за наделами земля отдана крестьянам безмездно» На момент выкупа в деревне Иванкове числилось 27 душ крестьян мужского пола.